# Les Barbouzes
Les Barbouzes is een Frans-Italiaanse film van Georges Lautner die werd uitgebracht in 1964.

## Verhaal
Wanneer Constantin Benard Shah, eigenaar van een wapenfabriek en berucht wapenhandelaar, sterft laat hij zijn kasteel en een reeks kostbare militaire patenten van kern-, chemische en thermische wapens na. Erfgename is zijn jonge weduwe die blijkbaar niet erg bedroefd is door zijn overlijden.
De geheime diensten van een aantal geïnteresseerde landen sturen hun beste geheimagent erop af om in het bezit te komen van die waardevolle documenten. De spionnen nemen allen een andere identiteit aan. Zo beweert de Franse geheimagent de neef van de overledene te zijn, de Zwitserse spion was diens zogenaamde biechtvader, de Russische spion probeert de weduwe wijs te maken ooit de zoogbroeder van haar man geweest te zijn en de Duitse geheimagent beweert dat hij de psychiater van de wapenfabrikant was. De Fransman lijkt het laken naar zich toe te trekken door de jonge vrouw te verleiden.

## Rolverdeling
| Acteur            | Personage |
| ----------------- | --- |
| Lino Ventura      | Francis Lagneau, alias 'Petit Marquis', 'Chérubin', 'Talon rouge', 'Falbala', 'Belles Manières', 'Requiem', 'Bazooka', 'La Praline' of 'Belle Châtaigne' |
| Bernard Blier     | Eusebio Cafarelli, alias 'Le Chanoine' |
| Francis Blanche   | Boris Vassilieff, alias 'Trinitrotoluène' |
| Mireille Darc     | Amaranthe Benard Shah, geboren als Antoinette Dubois |
| Charles Millot    | Hans Müller, alias 'Le bon Docteur' |
| Jess Hahn         | commodore O'Brien |
| André Weber       | Rossini, de 'trouwe Rudolph', secretaris van Benard Shah                                                                                                 |
| Noël Roquevert    | kolonel Lanoix |
| Françoise Giret   | Mme Pauline, de uitbaatster van het bordeel |
| Gérard Darrieu    | agent Fiduc |
| Lutz Gabor        | de Duitse kolonel |
| Philippe Castelli | de receptionist van het hotel in Istanboel |
| Robert Dalban     | de agent die de camion bestuurt met het lijk van Benard Shah                                                                                             |